# Aaron Ramsdale
Aaron Christopher Ramsdale, né le 14 mai 1998 à Stoke-on-Trent, est un footballeur international anglais qui évolue au poste de gardien de but à Newcastle United, en prêt du Southampton FC.

## Biographie

### En club
Le 31 janvier 2017, il rejoint le club de l'AFC Bournemouth où il a singé un contrat de quatre ans et demi. En octobre 2019, il signe un nouveau contrat de "longue durée" avec le club qu'il a rejoint en 2017.
Le 5 janvier 2018, il est prêté au Chesterfield FC, club avec lequel il finit dernier de quatrième division anglaise et qui descend donc en cinquième division.
Le 4 janvier 2019, il est prêté à l'AFC Wimbledon jusqu'à la fin de la saison.
Le 19 août 2020, Aaron Ramsdale s'engage pour quatre ans avec Sheffield United, club avec lequel il descend en deuxième division à la fin de la saison, finissant lanterne rouge de Premier League lors de la saison 2020-2021.
Le 20 août 2021, il signe un contrat de longue durée avec Arsenal,. Il fait ses débuts avec le club le 31 août 2021, l'équipe perd le match à l'extérieur 3-1 contre Brentford FC. En octobre 2024, il quitte le club londonien, suite à l'arrivée de David Raya il perd son statut de numéro un et est donc relégué sur le banc, de plus, il ne voulait pas gagner des trophées s'il était sur le banc,.
Le 30 août 2024, il rejoint le club Southampton FC, où il a signé un contrat de quatre ans,.
Début août 2025, le Southampton FC le prête à Newcastle United pour une saison,.

### En sélection

#### Sélections de jeunes
Ramsdale représente l'Angleterre en moins de 18 ans, des moins de 19 ans, des moins de 20 ans et des moins de 21 ans.
Il est appelé pour la première fois en équipe d'Angleterre des moins de 18 ans en mars 2016 et fait ses débuts pour l'équipe lors d'une victoire 4-1 contre la république d'Irlande le 27 mars 2016. Il dispute deux matchs pour l'équipe d'Angleterre des moins de 18 ans.
En août 2016, Ramsdale est appelé en équipe d'Angleterre des moins de 19 ans, avec qui il fait ses débuts le 4 septembre 2016 lors d'une défaite 1-0 contre la Belgique. Il est le gardien titulaire lors des cinq matchs de l'équipe d'Angleterre qui remporte le Championnat d'Europe en 2017 et garde ses cages inviolées lors de trois des cinq matchs du tournoi.
Après avoir remporté cette compétition, Aaron Ramsdale est appelé en équipe d'Angleterre des moins de 20 ans en août 2017, où il fait ses débuts le 4 septembre 2017 lors d'un match nul 0-0 contre la Suisse.
Le 18 mai 2018, Ramsdale est appelé en équipe d'Angleterre espoirs pour la première fois par l'entraîneur Aidy Boothroyd pour disputer le Festival international espoirs. Ramsdale joue son premier match avec les espoirs anglais le 1er juin 2018 lors d'une victoire 4-0 contre le Qatar. Ramsdale est le gardien titulaire lors des qualifications pour le Championnat d'Europe espoirs 2021 et dispute également les trois matchs de l'Angleterre lors de cette compétition durant laquelle les Anglais sont éliminés au stade de la phase de groupes.

#### Équipe d'Angleterre A
Le 25 mai 2021, Ramsdale est sélectionné dans le groupe provisoire de trente-trois joueurs de Gareth Southgate pour disputer l'Euro 2020. Non retenu dans l'équipe finale de vingt-six joueurs, les gardiens Dean Henderson, Sam Johnstone et Jordan Pickford ayant été sélectionnés avant lui, il est finalement appelé dans l'équipe un match après le début du tournoi, après le retrait de Henderson en raison d'une blessure.
Ramsdale fait ses débuts pour l'équipe senior en étant titulaire lors d'une victoire à l'extérieur 10-0 contre Saint-Marin lors des éliminatoires de la Coupe du monde 2022 le 15 novembre 2021.
En novembre 2022, Ramsdale est sélectionné dans l'équipe de vingt-six joueurs de Gareth Southgate pour la Coupe du monde 2022 qui se déroule au Qatar.
En juin 2024, il fait partie de la liste des vingt-six joueurs convoqués par Gareth Southgate pour disputer l'Euro 2024.

## Statistiques
| Saison                | Club                   | Championnat           | Championnat | Championnat | Coupe nationale | Coupe nationale | Coupe de la Ligue | Coupe de la Ligue | Supercoupe | Supercoupe | Compétition(s) continentale(s) | Compétition(s) continentale(s) | Compétition(s) continentale(s) | Total | Total |
| Saison                | Club                   | Division              | M.          | B.          | M.              | B.              | M.                | B.                | M.         | B.         | Comp.                          | M.                             | B.                             | M.    | B.    |
| 2016-2017             | Sheffield United       | League One            | -           | -           | 2               | 0               | -                 | -                 | -          | -          | -                              | -                              | -                              | 2     | 0     |
| 2017-2018             | Chesterfield FC (prêt) | League Two            | 19          | 0           | -               | -               | -                 | -                 | -          | -          | -                              | -                              | -                              | 19    | 0     |
| 2018-2019             | AFC Wimbledon (prêt)   | League One            | 20          | 0           | 3               | 0               | -                 | -                 | -          | -          | -                              | -                              | -                              | 23    | 0     |
| 2019-2020             | AFC Bournemouth        | Premier League        | 37          | 0           | -               | -               | -                 | -                 | -          | -          | -                              | -                              | -                              | 37    | 0     |
| 2020-2021             | Sheffield United       | Premier League        | 38          | 0           | 4               | 0               | -                 | -                 | -          | -          | -                              | -                              | -                              | 42    | 0     |
| 2021-2022             | Sheffield United       | Championship          | 2           | 0           | -               | -               | -                 | -                 | -          | -          | -                              | -                              | -                              | 2     | 0     |
| Sous-total            | Sous-total             | Sous-total            | 40          | 0           | 4               | 0               | -                 | -                 | -          | -          | -                              | -                              | -                              | 44    | 0     |
| 2021-2022             | Arsenal FC             | Premier League        | 34          | 0           | -               | -               | 3                 | 0                 | -          | -          | -                              | -                              | -                              | 37    | 0     |
| 2022-2023             | Arsenal FC             | Premier League        | 38          | 0           | -               | -               | -                 | -                 | -          | -          | C3                             | 3                              | 0                              | 41    | 0     |
| 2023-2024             | Arsenal FC             | Premier League        | 6           | 0           | 1               | 0               | 2                 | 0                 | 1          | 0          | C1                             | 1                              | 0                              | 11    | 0     |
| Sous-total            | Sous-total             | Sous-total            | 78          | 0           | 1               | 0               | 5                 | 0                 | 1          | 0          | -                              | 4                              | 0                              | 89    | 0     |
| 2024-2025             | Southampton FC         | Premier League        | 30          | 0           | 1               | 0               | 1                 | 0                 | -          | -          | -                              | -                              | -                              | 32    | 0     |
| 2025-2026             | Southampton FC         | Championship          | -           | -           | -               | -               | -                 | -                 | -          | -          | -                              | -                              | -                              | 0     | 0     |
| Sous-total            | Sous-total             | Sous-total            | 30          | 0           | 1               | 0               | 1                 | 0                 | -          | -          | -                              | -                              | -                              | 32    | 0     |
| Total sur la carrière | Total sur la carrière  | Total sur la carrière | 224         | 0           | 11              | 0               | 6                 | 0                 | 1          | 0          | -                              | 4                              | 0                              | 246   | 0     |

## Palmarès

### En club
- Arsenal FC
  - Vainqueur du Community Shield en 2023.
  - Vice-champion d'Angleterre en 2023 et 2024.

### En sélection
- Angleterre -19 ans
  - Vainqueur du Championnat d'Europe en 2017.

- Angleterre espoirs
  - Vainqueur du Festival international espoirs en 2018.

- Angleterre
  - Finaliste du Championnat d'Europe en 2020 et 2024.

### Distinctions individuelles
- Membre de l'équipe-type de Premier League en 2023[32].
- Arrêt du mois de Premier League en mars 2023 et avril 2023.

## Vie personnelle
Ramsdale est un fan de West Bromwich Albion, et a cité son admiration pour leur ancien gardien Ben Foster lorsqu'il a joué contre lui en 2019.
En août 2022, Ramsdale a annoncé ses fiançailles avec sa petite amie, Georgina Irwin. En juin 2023, ils ont annoncé qu'ils attendaient leur premier enfant ensemble. Le couple s'est marié plus tard ce mois-là.
En août 2023, il prend fermement position contre le racisme et l'homophobie dans le football dans une lettre ouverte à un média anglais.